# 世界図絵

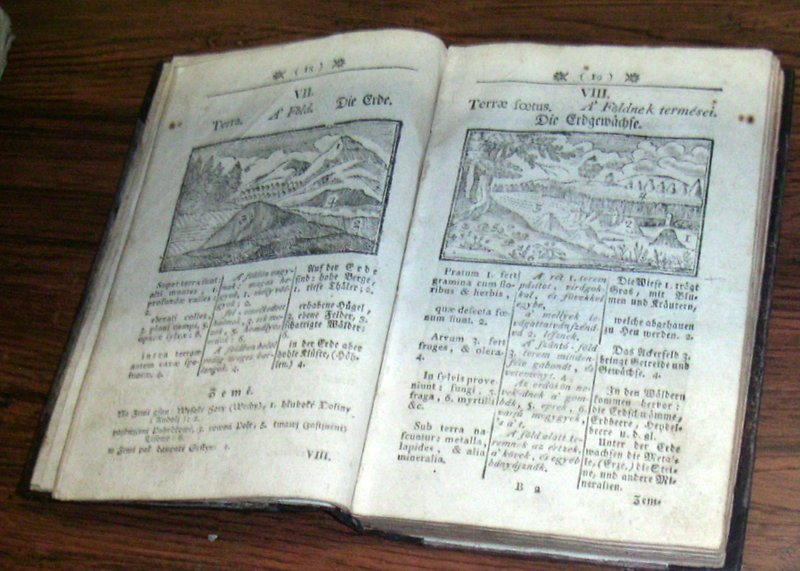
18世紀後半にプレスブルク（ブラチスラヴァ）で出版された『世界図絵』のリプリント

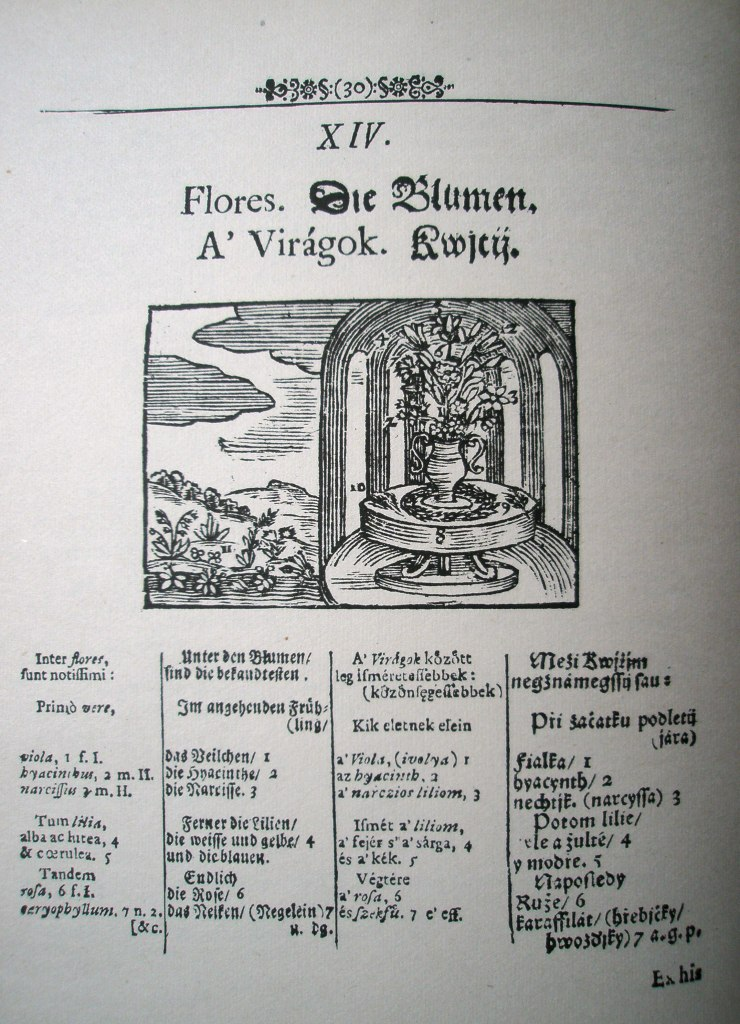
1685年の4ヵ国語版、「花」の章

『世界図絵』（Orbis Pictus）もしくは『目に見える世界図絵』（Orbis Sensualium Pictus）はチェコの教育者コメニウスが1658年に出版した子供向けの教科書である。ラテン語の教科書であると同時に、百科事典に近いものでもあり、子供を対象とした最初の絵本と考えられている。

## 内容
木版画のイラストレーションと、それに添えられたテクストによる説明からなる150の章があり、以下のような幅広いテーマを網羅している。
- 無生物
- 生物
  - 植物
  - 動物
- 宗教
- 人間とその活動

## 歴史

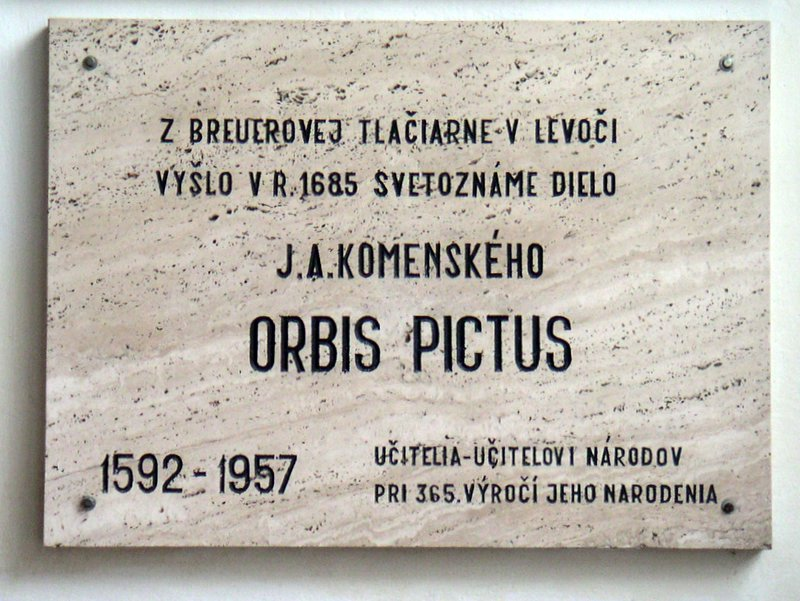
レヴォチャにある、『世界図絵』出版の記念プレート

当初は1658年にニュルンベルクにてラテン語とドイツ語で出版され、すぐにドイツやその他の国々の学校へと広まった。1659年には最初の英訳版が出版された。1666年には最初の4ヵ国語版（ラテン語、ドイツ語、イタリア語、フランス語）が出版された。チェコ語への翻訳はレヴォチャのブロイエル出版社による1685年の4ヵ国語版（ラテン語、ドイツ語、ハンガリー語、チェコ語）が最初であった。1670-1780年代にかけて、図版とテクストの双方を改良した新版がさまざまな言語で出版された。
『世界図絵』は教育学に長期的な影響を及ぼしており、教室での視聴覚的手法の活用の先駆者でもあった。

## 書誌
- コメニウス『世界図絵』　井ノ口淳三訳　ミネルヴァ書房　1988年　ISBN 4-623-01824-5
  - 復刊：平凡社〈平凡社ライブラリー〉　1995年　ISBN 9784582761290